# Шорникова, Алевтина Ильинична
Алевти́на Ильи́нична Шо́рникова (30 июля 1929, Березники, Волжский район, Марийская автономная область, Горьковский край, РСФСР, СССР — 3 мая 2024, Йошкар-Ола, Россия) — марийский советский государственный, партийный и общественный деятель. Заместитель Председателя Совета Министров Марийской АССР (1972—1985). Член КПСС с 1957 года, член Марийского обкома КПСС. Председатель Женского совета Марийской АССР (1972—1986).

## Биография
Родилась 30 июля 1929 года в деревне Березники ныне Волжского района Марий Эл в семье шофёра, погибшего в Великой Отечественной войне, и колхозницы.
В 1947 году окончила Помарскую среднюю школу. В 1949 году окончила Марийский учительский институт, в 1956 году — заочно Марийский педагогический институт имени Н. К. Крупской.
В 1949—1965 годах работала сначала учителем русского языка и литературы, завучем, в 1958—1965 годах — директором Обшиярской семилетней школы Волжского района Марийской АССР.
В 1969 году избрана секретарем Волжского райкома КПСС. В 1970 году окончила Высшую партийную школу при ЦК КПСС с отличием. В 1970—1972 годах работала заведующей отделом пропаганды и агитации, заведующей сектором культуры Марийского обкома КПСС.
В 1972—1985 годах — заместитель Председателя Совета Министров Марийской АССР. Курировала социальное обеспечение населения, образование, здравоохранение, культуру, спорт. В 1985 году вышла на пенсию. В 1972—1986 годах — председатель Женского совета Марийской АССР. 
В 1973—1987 годах избиралась депутатом Верховного Совета Марийской АССР VIII—XI созыва.
Награждена медалями, почётными грамотами Президиума Верховного Совета Марийской АССР (трижды) и Республики Марий Эл.
Скончалась 3 мая 2024 года в Йошкар-Оле. 

## Награды
- Медаль «За доблестный труд. В ознаменование 100-летия со дня рождения Владимира Ильича Ленина» (1970)[2]
- Почётная грамота Президиума Верховного Совета Марийской АССР (1960, 1979, 1981)[2]
- Почётная грамота Республики Марий Эл (1993)[2]